# Abrefácil

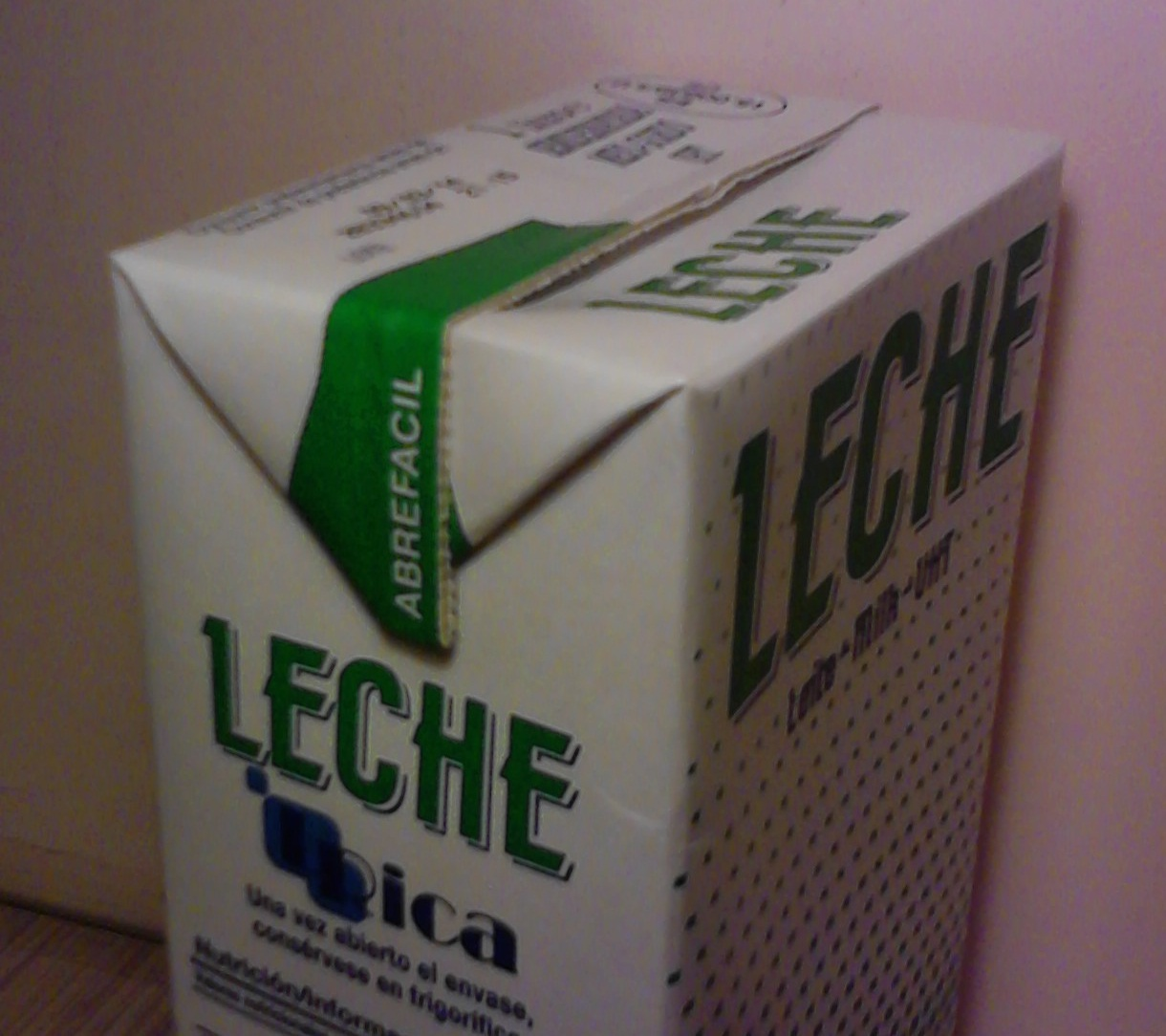
Dispositivo de apertura abrefácil, en un tetrabrik de leche.

Se conoce como abrefácil a un sistema de apertura que incorporan en la actualidad ciertos envases de productos domésticos. Su función principal es la de permitir a las personas acceder al contenido del envase sin la necesidad de emplear utensilios específicos, utilizando tan solo las manos.
Es común encontrarlos en envases herméticos de productos alimenticios, como los Tetra Brik o algunos sobres de aderezos, a diferencia de otros contenedores como las botellas de vidrio o las latas de conserva, que por lo general requieren el uso de herramientas para su apertura.

## Origen
Se desconoce cuándo se utilizó por primera vez el término abrefácil para denominar al sistema de apertura de envases. Sin embargo, la preocupación por incorporar sistemas de apertura sencillos a los envases ha existido desde la invención del envasado hermético, en el siglo XIX.
Ermal C. Fraze desarrolló en los años 60 un sistema que denominó “Pull-Top”, que permitía abrir las latas de cerveza utilizando tan solo las manos. Hasta el momento se empleaba un abrelatas. En 1967, cuando Fraze obtuvo la patente, el setenta y cinco por ciento de los fabricantes de cerveza de los Estados Unidos ya habían adoptado el sistema en sus envases. Esto constituye una de las primeras referencias documentadas del uso de sistemas abrefácil en el mercado.